# Il ciarlatano
Il ciarlatano és una òpera composta per Giuseppe Scolari sobre un llibret italià. S'estrenà a Venècia el 1759. A Catalunya s'estrenà el setembre de 1763 al Teatre de la Santa Creu de Barcelona.
També és farsa graciosa en un acte, amb música de Giacomo Cordella i llibret de Luigi Buonavoglia, estrenada a Venècia, "Teatre San Moisè", 11 de febrer de 1805.